# 村岡伊平治
村岡 伊平治（むらおか いへいじ、1867年11月5日（慶応3年10月10日） - 1943年（昭和18年）頃）は、明治から昭和初期にかけて南方（シンガポール、マニラ等）で女衒（人身売買業者）や女郎屋経営、開拓事業などをしていたとされる日本人。
『自伝』は当時の南方開発、女郎屋とからゆきさんの実態について、第一級の貴重な文献と考えられた時期もあったが、やがてその内容が疑問視され、学術的な資料としては使えないと考えられるようになった。村岡に関する『自伝』以外の史料は数少なく、実像は明らかではない（後述）。

## 生涯
（この節はほぼ『自伝』による。）村岡清平、マサの長男として肥前国南高来郡南串山村（現・長崎県雲仙市南串山町）に生まれた。姉と弟2人の4人兄弟。父は島原生まれの士族だったが、明治になって魚の荷役問屋を営み、1877年（明治10年）地租改正問題で奔走中に客死した。以後、家族は極貧を極め、伊平治は酒や野菜の行商で家計を支えた。1884年、南串山村の村会が発足することになり、その最初の村会議員の1人に選ばれる。のち一家は長崎県西彼杵郡戸町村に転居。
女衒として
1885年（明治18年）、18歳で朝頼丸で香港に渡り、中国各地、シンガポール、カルカッタ、香港、ハノイ、台湾、東インド諸島を転々とし、宿屋、理髪店、女郎屋、行商、真珠貝採取、通訳、食堂、労務者の周旋、野菜栽培、製菓など様々な仕事、事業を経験した。廈門（アモイ）で大勢の若い女性が監禁され、中国人相手に働いていることを知り、1888年に55人を救い出す。しかし、日本へ送り返す費用がないため、結局シンガポール、香港などに売り飛ばした。これをきっかけに自らも女衒となり、誘拐してきた女性を各地に売り飛ばす側となる。前科者を組織して日本から女性を集め、自らも女郎屋を経営した。
シンガポール（1889年-）、セレベス（1895年-）、マニラ（1900年-）、レガスピー（1908年-）と拠点を移す。この間に事業を広げ、現地の日本人会を組織し、地元の顔役として様々なトラブルの処理に当たった。1897年にはセレベス奥地を探検するため、トラジャ国の王女と結婚し、国王になったという。1911年（明治44年）に女郎屋の経営を廃業。
廃業後
その後は製紙工場建設などを行うがうまく行かず、晩年は一介の電気療法士となった。1943年頃、レガスピーで死去した（後述の河合譲による）とも、戦火の中を帰国し、1945年に天草で亡くなったともいう。

## 自伝
晩年、自らの生涯を手記に綴り、河合譲（台北高等商業学校教授）の助力で原稿をまとめた。原稿や資料は河合に託されたが、当時は軍部の南方開発への批判もあって刊行できず、台湾総督府の後援で限定版を出す計画も中止となった。原稿等は終戦後の引揚げに際して河合の知人を経て、金関丈夫（九州大学教授）のもとに渡った。森克己は天草女の渡航史研究に村岡の手記を利用して『人身売買』を著した。原稿は河合の元に戻り、森と河合は『日本残酷物語 第1部』（平凡社、1959年）「天草女」の中で村岡を紹介した。
こうして村岡のことも世に知られるようになり『村岡伊平治自伝』（南方社、1960年）が刊行された（本文は村岡の手記をもとに長田真理和がリライトしたもの）。同書には村岡が遺した写真も多く掲載されている。また、自伝をもとにした戯曲も上演された（1960年）。

### 内容への批判
誇張や自らの行為の自画自賛は自伝にありがちであるが、それを大幅に差し引いても内容（真偽）については批判や疑問もある。山崎朋子は『サンダカン八番娼館』の中で、書かれた事実に誤りが多い上、村岡（らしき人物）が同時代の史料に見当たらないこと、元「からゆきさん」や当時南方で過ごした人たちに聞いても知る人がいなかったこと等から、信用できないとしている。矢野暢は記述の迫真性（例えば女性を食い物にするメカニズムの描写）などに一定の評価をしつつも、歴史の事実の検証には使えないと述べている。

### 村岡に関する史料
寺見元恵は村岡がフィリピンにいた時期の史料や、当時を知る在留邦人へのインタビュー内容を紹介している。これらの史料は『自伝』の記述と矛盾がなく、また当時の社会情勢と『自伝』の内容が整合する部分も多いため、（少なくとも）『自伝』のフィリピン時代については信憑性があると寺見はいう。
これに対しても、村岡の『自伝』は歴史的事実に基づく箇所と、虚偽の箇所を正確に区別することができないという批判がある。

## 伊平治を取り扱った作品
- 映画『女衒 ZEGEN』（1987） - 監督・今村昌平。『村岡伊平治自伝』を原作に制作され、村岡を緒形拳が演じた。
- 戯曲『村岡伊平治伝』（1960） - 劇作家秋元松代の戯曲。俳優座などで上演された。